# خالد وليد
خالد وليد لاعب كرة قدم قطري . يلعب حالياً في نادي أم صلال.

## مسيرة اللاعب
كان يلعب في نادي الجيش و في عام 2017 صدر قرار بدمج نادي لخويا مع نادي الجيش تحت مسمى نادي الدحيل و انظم بعدها إلى نادي الدحيل و انتقل إلى نادي قطر مطلع عام 2020 وانتقل إلى نادي أم صلال في عام 2023.

## روابط خارجية
- خالد وليد على موقع Soccerway.com (الإنجليزية)